# 11. listopada
11. listopada (11. 10.) 284. je dan godine po gregorijanskom kalendaru (285. u prijestupnoj godini).
Do kraja godine ima još 81 dan.

## Događaji
- 1871. – u Rakovici kod Plaškog ubijen Eugen Kvaternik
- 1944. – Sovjetski Savez je anektirao državu Tanu Tuva
- 1946. – zagrebački nadbiskup Alojzije Stepinac osuđen od komunističkog suda u montiranom procesu na 16 godina robije zbog tobožnjih zločina i suradnje s ustaškim režimom.
- 1962. – Na poticaj pape Ivana XXIII. počeo je rad II. vatikanskog sabora
- 1991. – Utemeljena 148. brigada HV, Zagreb – Trnje.

| - 1335. – Taejo Joseon, korejski vladar († 1408.) - 1884. – Friedrich Bergius, njemački kemičar († 1949.) - 1895. – Jakov Gotovac, hrvatski operni dirigent i skladatelj († 1982.) - 1896. – Roman Jakobson, ruski i američki lingvist - 1925. – Elmore Leonard, američki književnik i filmski scenarist - 1931. – Nada Subotić, hrvatska glumica († 2016.) - 1942. – Amitabh Bachchan, indijski glumac - 1946. – Marko Malović, hrvatski katolički svećenik († 2018.) - 1956. – Nicanor Duarte, paragvajski političar - 1957. – Milan Vincetič, slovenski pjesnik, pisac i prevoditelj - 1959. – Wayne Gardner, australski vozač motociklističkih i automobilističkih utrka - 1973. – Takeshi Kaneshiro, tajvanski i japanski glumac i pjevač - 1988. – Séamus Coleman, irski nogometaš | - 1303. – Papa Bonifacije VIII. - 1347. – Ludvik IV. Bavarski, car Svetog Rimskog Carstva (* 1282.) - 1871. – Eugen Kvaternik, hrvatski političar, pisac i revolucionar (* 1825.) - 1889. – James Prescott Joule, engleski fizičar (* 1818.) - 1891. – Arthur Rimbaud, francuski pjesnik (* 1854.) - 1896. – Anton Bruckner, austrijski orguljaš i skladatelj (* 1824.) - 1946. – Ico Hitrec, hrvatski nogometaš (* 1911.) - 1963. – Jean Cocteau, francuski filmski redatelj, slikar i književnik († 1889.) - 1963. – Edith Piaf, francuska pjevačica (* 1915.) - 2000. – Matija Ljubek, hrvatski kanuist (* 1953.) - 2008. – Jörg Haider, austrijski političar (* 1950.) |